# Festival Internacional de Cinema del Caire
El Festival Internacional de Cinema del Caire (àrab: مهرجان القاهرة السينمائي الدولي, Mahrajān al-Qāhira as-Sīnimāʾī ad-Duwalī) és un festival anual de cinema acreditat internacionalment que se celebra a l'òpera del Caire. Es va establir el 1976 i s'ha celebrat cada any des dels seus inicis, excepte el 2011 i el 2013, quan es va cancel·lar a causa de les limitacions pressupostàries i la inestabilitat política.
És un dels 15 festivals que té concedida la categoria A per la FIAPF i és l’únic festival de llargmetratge competitiu internacional reconegut per la FIAPF al Món àrab i a l’Àfrica, a més del més antic d’aquesta categoria. La 40a edició va tenir lloc del 20 al 29 de novembre de 2018.

## Història
Egipte ha gaudit d’una forta tradició cinematogràfica des que es va desenvolupar per primera vegada l’art de la realització de pel·lícules el 1896. Egipte és conegut com el Hollywood de l’Estentre el món àrab per la seva llarga història de cinema de més de 120 anys i una forta influència en tota la nació àrab per la seva producció artística de milers de pel·lícules, sèries, obres de teatre i música.
Després d'una visita al 25è Festival Internacional de Cinema de Berlín el difunt escriptor-crític Kamal El Mallakh i un grup de crítics de cinema afins es van preguntar per què un festival de talla mundial no podia tenir lloc a Egipte. El país encara estava a cavall de la cresta de l’època daurada del cinema egipci i contenia una formidable indústria cinematogràfica, encara la més gran del món àrab. El Festival Internacional de Cinema del Caire es va iniciar el 1976. Hi foren projectades prop de 100 pel·lícules de 33 països, amb 14 pel·lícules de 14 països diferents en competició.

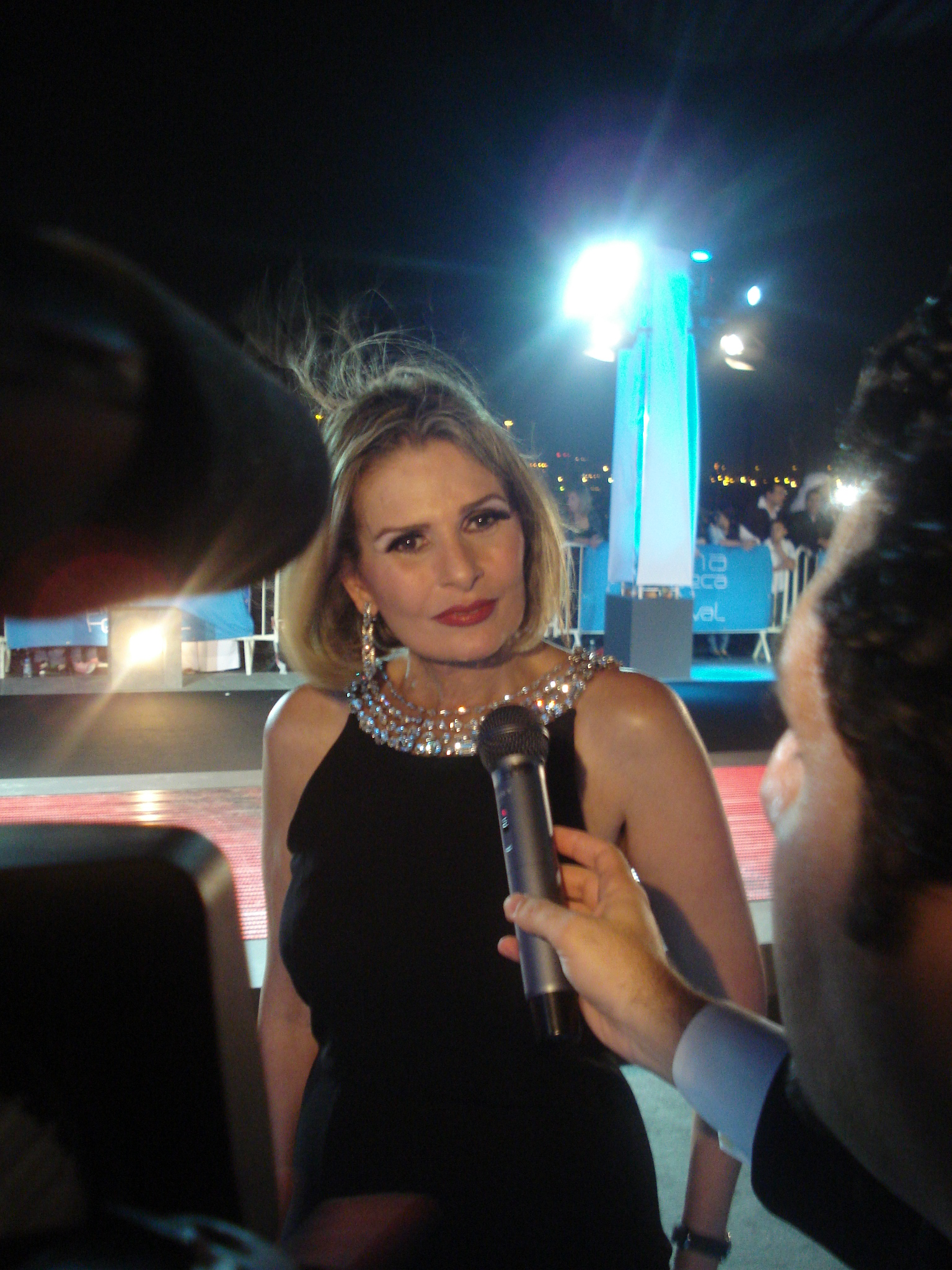
Youssra president del jurat el 2014.

L'Associació Egípcia d'Escriptors i Crítics de Cinema va dirigir el festival durant els primers set anys, fins a 1983. A l'any següent, la Unió de Sindicats d'Artistes va supervisar el festival, i després d'aquest moment, diverses associacions van reunir els seus esforços i recursos per a millorar la seva qualitat i estat financer, donant lloc al sorgiment d'un Comitè Conjunt en 1985 integrat per l'Associació Egípcia d'Escriptors i Crítics de Cinema, el Ministeri de Cultura i la Unió de Sindicats d'Artistes.
El Festival va començar a fer un canvi de tendència en la dècada de 1990 i està classificat per la Federació Internacional d'Associacions de Productors de Films (FIAPF) com un dels 11 festivals a tot el món amb una qualificació de classe A. No obstant això, en els últims anys s'ha enfrontat a la creixent competència de festivals de cinema de Dubai i Marràqueix.

## Guardons
El premi més alt i més prestigiós atorgat al CIFF és el premi Piràmide d'Or atorgat a la millor pel·lícula. Els premis Piràmide de plata i Piràmide de bronze recauen en el millor director i millor director nou respectivament. El premi al millor guió porta el nom del premi Nobel Naguib Mahfouz.
El festival també ofereix premis per la seva carrera professional que porten el nom de la icònica actriu egípcia Faten Hamama. Els premis de la Federació Internacional de Crítics de Cinema (FIPRESCI) s'anuncien a l’acte de cloenda del festival. El festival també ofereix premis en categories especialitzades:
- El Concurs Horitzons de Cinema Àrab, presentat pel Sindicat Egipci de Cineastes (EFMS), ofereix el premi Saad Eldin Wahba a la millor pel·lícula àrab i el premi Salah Abu Seif a la millor contribució artística àrab.
- El Concurs Internacional de Llargmetratge i Documental de la Setmana de la Crítica, presentat per l'Associació Egipcia de Crítics de Cinema (EFCA), ofereix el premi Shadi Abdel Salam a la millor pel·lícula, atorgat al director, i el premi Fathy Farag a la millor contribució artística.
- Cine of Tomorrow International Competition (CTIC) per a curtmetratges ofereix el premi Youssef Chahine al millor curtmetratge i el premi especial del jurat.

## Altres seccions del festival
- Festival de festivals: projecció dels llargmetratges i documentals més importants, revisats i premiats que van participar en altres festivals internacionals de renom com el Festival de Canes, el Festival de Berlín, el Festival de Venècia i altres.
- Panorama internacional: projecció de diferents pel·lícules internacionals d'arreu del món.
- Nou cinema egipci: projecció de noves pel·lícules egípcies produïdes i estrenades el 2016/17.
- Llargmetratges Clàssics: projecció de desenes de clàssics de pel·lícules internacionals.
- Pel·lícules Tribut: rendir homenatge i homenatjar les icones de cinema internacionals i locals.
- Convidat d’Honor de la Setmana del Cinema: projecció de pel·lícules d’un país convidat, escollides anualment en honor del cinema mundial.

Premis i premis destacats
El Festival Internacional de Cinema del Caire, en la seva celebració anual i examen de l'estat del cinema al món actual, ha premiat a molts actors, actrius i directors de renom egipci i internacional. Es concedeixen premis especials, com el Premi a la millor pel·lícula àrab, a les pel·lícules regionals més excepcionals de l’any.

## Guanyadors
| Any      | Millor pel·lícula (Piràmide d’Or) | Millor director                                                         | Millor actor                                                                      | Millor actriu                                                            |
| -------- | --------------------------------- | ----------------------------------------------------------------------- | --------------------------------------------------------------------------------- | ------------------------------------------------------------------------ |
| 1991 15è | Objecte de seducció               | Michael Lindsay-Hogg · per Objecte de seducció                          | Joaquim de Almeida · per Retrato de Família                                       | Christiane Heinrich · per Der Verdacht                                   |
| 1992 16è | Those Left Behind                 | Michael Apted · per Thunderheart                                        | Ole Lemmeke · per The Naked Trees                                                 | Xiu Jingshuang · per Those Left Behind                                   |
| 1993 17è | Curfew                            | Nabil Maleh · per The Extras                                            | Andrzej Seweryn · per Amok                                                        | Marina Neyolova · per You Are My Only One                                |
| 1994 18è | Colonel Chabert                   | Yves Angelo · per Colonel Chabert                                       | Nour El-Sherif · per A Hot Night                                                  | Laila Elwi · per More Love, Less Violence                                |
| 1995 19è | The Flor Contemplacion Story      | Serguei Masloboistxikov · per Josephine, the Singer and the Mice People | Stephen Rea · per Citizen X                                                       | Nora Aunor · per The Flor Contemplacion Story                            |
| 1996 20è | A Girl Called Apple               | Pantelis Voulgaris · per Akropol                                        | Abu Bakr Ezzat · per The Woman and the Hatchet                                    | Julia Jäger · per Outside Time                                           |
| 1997 21è | La camarera del Titanic           | Bigas Luna · per La camarera del Titanic                                | Davor Janjić · per Outsider                                                       | Reem Al-Turki · per Ceremonial Wedding Dress                             |
| 1998 22è | Malli                             | Santosh Sivan · per Malli                                               | Paschalis Tsarouhas · per Vasiliki                                                | Mei Ting · per Hong se lian ren                                          |
| 1999 23è | Un dérangement considérable       | Martin Šulík · per Praha ocima (Segment: "Pictures from the Visit")     | Mahmoud Abdel Aziz · per Souq al mot aa                                           | Pegah Ahangarani · per Dokhtari ba kafsh-haye-katani                     |
| 2000 24è | Sigh                              | Roch Stéphanik · per Stand-by                                           | Zhang Guoli · per Sigh                                                            | Xu Fan · per Sigh · Dominique Blanc · per Stand-by                       |
| 2001 25è | Pauline & Paulette                | Sinișa Dragin · per În fiecare zi Dumnezeu ne saruta pe gura            | Paul Freeman · per Morlang                                                        | Niki Karimi · per Nimeh-ye penhan                                        |
| 2002 26è | Az utolsó blues                   | Mrinal Sen · per Aamar Bhuvan                                           | Ahmed Zaki · per Ma'ali al Wazir                                                  | Nandita Das · per Aamar Bhuvan · Katayoun Riahi · per Shaam-e-akhar      |
| 2003 27è | O Vasilias                        | Liang Shan · per The Father                                             | Song Guofeng · per The Father                                                     | Sandrine Kiberlain & · Sylvie Testud · per Filles uniques                |
| 2004 28è | Guardiani delle nuvole            | Héctor Olivera · per Ay Juancito                                        | Adrián Navarro · per Ay Juancito · Sofocles Peppas · per I skoni pou peftei       | Eszter Bagaméri · per Mélyen örzött titkok · Nelly Karim · per Enta Omry |
| 2005 29è | Äideistä parhain                  | Klaus Härö · per Äideistä parhain                                       | Bujar Lako · per Syri magjik                                                      | Maria Lundqvist · per Äideistä parhain                                   |
| 2006 30è | Fang xiang zhi lu                 | Khosro Masumi · per Jayi dar doordast                                   | Nicolás Mateo · per La velocidad funda el olvido                                  | Zhang Jingchu · per Fang xiang zhi lu                                    |
| 2007 31è | L'Ennemi intime                   | Florent Emilio Siri · per L'Ennemi intime                               | Albert Dupontel · per L'Ennemi intime                                             | Marina Magro · per Opera · Tatyana Lyutaeva · per Polnoe dykhanie        |
| 2008 32è | Retorno a Hansala                 | Pernille Fischer Christensen · per Dansen                               | Juan Diego Botto · per El Greco                                                   | Yolande Moreau · per Séraphine                                           |
| 2009 33è | Postia pappi Jaakobille           | Mona Achache · per Le hérisson                                          | Fathy Abdel Wahab · per The Nile Birds · Subrat Dutta · per Madholal Keep Walking | Karolina Piechota · per Drzazgi                                          |
| 2010 34è | El Shoq                           | Svetoslav Ovtxarov · per Kad Zakar                                      | Amr Waked & · Alessandro Gassman · per Il padre e lo straniero                    | Isabelle Huppert · per Copacabana · Sawsan Badr · per El Shoq            |
| 2012 35è | Rendez-vous in Kiruna             |                                                                         | Marian Dziędziel · per The Fifth season of the Year                               | Vanessa Di Quattro · per Brecha en el silencio                           |
| 2014 36è | Melbourne                         |                                                                         | Khaled Abol Naga · per Eyes of a Thief                                            | Adèle Haenel · per Les Combattants                                       |
| 2015 37è | Mediterranea                      | Dagur Kari · per Fúsi                                                   | Koudous Seihon · per Mediterranea                                                 | Louise Bourgoin · per Je suis un soldat                                  |
| 2016 38è | Mimosas                           | Licínio Azevedo · per Comboio de Sal e Açúcar                           | Shakib Ben Omar · per Mimosas                                                     | Nahed El Sebai · per Yom lel-Sittat                                      |
| 2017 39è | L'intrusa                         | Laura Mora · per Matar a Jesús                                          | Raouf Ben Amor · per Tunis By Night                                               | Diamand Bou Abboud · per InSiriated                                      |
| 2018 40è | La noche de 12 años               | Phuttiphong Aroonpheng · per Manta Ray · Sergei Loznitsa · per Donbass  | Sherif Desoky · per Night/Ext                                                     | Zsófia Szamosi · per Egy nap                                             |
| 2019 41è | Ya no estoy aquí                  | Bas Devos · per Ghost Tropic                                            | Juan Daniel Garcia Trevino · per Ya no estoy aquí                                 | Judy Ann Santos · per Mindanao                                           |
| 2020 42è | Limbo                             | Ivan I. Tverdovski · per Konferentsia                                   | Faisal Al Dokhei · per The Tambour of Retribution                                 | Natalia Pavlenkova · per Konferentsia                                    |

Actors internacionals premiats
Marcello Mastroianni, Catherine Deneuve, John Malkovich, Elizabeth Taylor, Morgan Freeman, Sivaji Ganesan, Samuel L. Jackson, Sophia Loren, Claudia Cardinale, Leslie Caron, Richard Gere, Susan Sarandon, Gina Lollobrigida, Peter O'Toole, Omar Sharif, Ornella Muti, Victoria Abril, Shashi Kapoor, Alain Delon, Nicolas Cage, Goldie Hawn, Kurt Russell, Greta Scacchi, Julia Ormond, Mira Sorvino, Khalid Abdalla, Alicia Silverstone, Priscilla Presley, Stuart Townsend, Yolande Moreau, Christopher Lee, Irene Papas, Nora Aunor, Bud Spencer, Tom Berenger, Salma Hayek, Lucy Liu, Juliette Binoche, Dominique Blanc, Charlize Theron, Hilary Swank i Adrien Brody.